# Comté de Sermorens
Entités précédentes :
- Comté de Vienne
- Comté de Grenoble

Entités suivantes :
- Comté d'Albon-Viennois
- Comté de Savoie

Le comté de Sermorens (latin pagus Salmorincensis) — dont on trouve les formes Salmourenc, Salmorenc ou encore Selmorenc — est un comté issu probablement de la partition des comtés de Vienne et de Grenoble au IXe siècle. Le comté de Sermorens disparaît au XIIe siècle.

## Territoire
Le comté de Sermorens est situé au débouché de la cluse de l'Isère, au pied du massif de la Chartreuse et à l'extrémité du diocèse de Vienne. D'une taille restreinte, le comté couvre une centaine de communes actuelles. On en garde le souvenir par un quartier, le quartier de Sermorens, groupé autour de l'église Saint-Pierre de Voiron.

## Histoire
Le comté, du fait de sa position géographique aux confins du diocèse de Vienne, a joui d'une certaine autonomie politique. Il est, en 800, cité comme archidiaconé, et vers 850 comme comté - « pagus ». Il est administré à partir de la « villa » carolingienne « villa Salmoringa ».
Au cours de la décennie 850, Girard, comte de Vienne, organise une assemblée des Trois Provinces (Lyon, Vienne, Arles), placée sous son autorité,. L'organisation à Sermorens de cette rencontre marque la nouvelle importance du bourg, « [semblant] montrer que [Girard] y disposait d’un centre administratif important, ce qui permet d'expliquer l'apparition du comitatus Salmoriacensis. » Ce dernier est mentionné pour la première fois dans un diplôme de Lothaire II (863-869).
Intégré au royaume de Provence - royaume d'Arles -, puis de Bourgogne, il eut à subir, comme ses voisins, les comtés de Vienne et de Grenoble, les aléas de l'histoire de cette entité géopolitique. Le comté est objet de contestation entre les Églises de Vienne et de Grenoble. L'Église de Vienne considère que le comté relève, à partir de la fin du Xe siècle, de son autorité. Ainsi, le médiéviste Laurent Ripart produit une charte viennoise de 998 dans laquelle cette influence se retrouve dans la localisation de « la villa de Vourey, dans l'ager de Sermorens et l'archidiocèse de Vienne (in agro Salmoracensi, in archiepiscopatu Viennensi) ». 
Le comté avait dû être concédé - à titre temporaire - vers 950 par les archevêques de Vienne aux évêques de Grenoble afin d'aider ces derniers à relever leur Église des raids « sarrasins ». Ripart indique cependant que, pour l'Église de Vienne, cette concession se faisait « sous l'expresse réserve que l'évêque de Grenoble le lui restituerait lorsque les envahisseurs auraient été chassés ». La querelle atteint son paroxysme entre 1094 et 1107 et le pape est contraint de trancher en 1107 en faisant un partage équitable du territoire. Curieusement, ce partage ne se fit pas sur le dénombrement des églises mais sur les « castra » et « mandamenda ». Cette énumération relève vingt-deux châteaux et mandements et chaque partie en reçoit onze. Ce partage scellera la fin du comté de Sermorens.
Le 24 avril 1011, le roi de Bourgogne Rodolphe III rédige à Aix, en Savoie, un acte en faveur de son épouse (douaire). La reine Hermengarde ou Ermengarde reçoit ainsi plusieurs terres, dont les comtés de Vienne et de Sermorens ou Salmorenc,. Le comte Humbert, proche parent de la reine, semble dominer la partie septentrionale du Viennois avant 1025, ainsi que la majeure partie de Salmorenc/Salmourenc,, dont il portera le titre de comte.
Cette région frontière entre Dauphiné et Savoie sera un peu plus tard l'objet de nombreux conflits, de 1150 à 1350, entre comte de Savoie et Dauphin à travers les guerres delphino-savoyardes.
Le pays de Sermorens est intégré dans le bailliage de Novalaise, dont le centre est le château de Voiron.

## Liste des comtes
- v. 853 : Vigeric/Wigeric[12]